# 이스라엘의 정치
이스라엘의 정치는 시온주의 정당이 지배하고 있다. 이들은 전통적으로 세 개의 진영으로 나뉘는데, 처음 두 진영이 가장 큰 진영인 노동 시온주의, 수정 시온주의, 종교 시온주의이다. 또한 비시온주의 정교회 종교 정당과 비시온주의 세속 좌익 단체, 그리고 비시온주의 및 반시온주의 이스라엘 아랍 정당도 있다.

## 총리 및 정부 역사
- 네타냐후 1세 (1996-1999)
- 바라크 (1999-2001)
- 샤론 (2001-2006)
- 올메르트(2006~2009)
- 네타냐후 2세 (2009-2021)
- 베넷 (2021-2022)
- 네타냐후 3세(2022~현재)

## 같이 보기
- 이스라엘의 역사